# Бунтове в българската армия (1913)
Бунтовете в българската армия през май – юли 1913 г. са предизвикани от отказа на главното командване да разпусне войниците в края на Първата балканска война. Бунтовете обхващат по различно време и с различна интензивност 28 полка при дислоцирането им по границите и демаркационните линии със Сърбия и Гърция. Активните участници са най-малко 13 000. Най-големи са броженията на 25-28 май в 33-ти и 34-ти пехотен полк, които са прехвърлени на гара Бойчиновци от Чаталджанската позиция, също и на 65-и и 66-и полк, които се разбунтуват по същото време в Белоградчик, и на 22-ри пехотен полк на 1 юни на позицията между Дойран и Струмица. Войниците отказват да изпълняват заповеди за преместване на бойните части, заявяват открито, че не искат да воюват със сърбите и на места арестуват офицерите си. От Струмишко е направен опит за поход към София, но без успех.
Бунтовете продължават и след избухването на Междусъюзническа война. Те засягат 1-ва армия, действаща в края на юни в района на Княжевац. Заради разбунтуване на войниците тогава е разформирована 9-а пехотна дивизия. Впоследствие сърбите навлизат в Северозападна България и обсаждат Видин.

## Хронология и обхват на бунтовете
| Части, засегнати от войнишки бунтове                                              | през     |
| --------------------------------------------------------------------------------- | -------- |
| 4, 13, 17, 20, 29, 32, 33, 34, 65 и 66 пехотен и 6 артилерийски скорострелен полк | май 1913 |
| 10, 14, 15, 22, 27, 28, 36, 40, 49, 50 пехотен полк                               | юни 1913 |
| 11, 17, 33 и 34 пехотен полк                                                      | юли 1913 |